# 黃觀
黃觀（1364年—1402年），原姓許，字伯瀾，尚賓，江浙行省池州府貴池縣（今安徽貴池）人。明初狀元、政治人物。明神宗时追谥文贞。

## 生平
黃璜長孫，其父入贅許家，故從許姓。洪武十七年應天鄉試舉人。洪武二十三年（1390年），黄观以贡生入太学为监生。洪武二十四年（1391年）殿试策论中主张“屯兵塞上，且耕且守，来则拒之，去则防之，则可中国无扰，边境无虞”，取殿试一甲第一名。授翰林院修撰。
洪武二十九年（1396年），升任禮部右侍郎，復姓黃。建文元年（1399年），任右侍中，靖難之役後期，南京危急，黃觀奉詔起兵勤王，領兵至安慶時，燕王已攻破南京，惠帝已死，燕王缉拿黄观，黄观妻翁氏携二女及家属十人投淮清桥下死。黃觀闻讯，遂朝服投江自尽。燕王登基后，恨黄观忠于建文，在登科录中将其除名。万历二十四年（1596年）监察御史龔文選奏准朝廷，补谥“文贞”。

## 傳說
一说黄观六次考試（縣考、府考、院考、鄉試、會試、殿試）均獲第一名，時人稱“三元天下有，六首世間無。”后朱棣因黄观效忠建文帝，抹杀黄观科考成绩，改状元为韩克忠；但韩克忠为洪武三十年状元，并非黄观同科。《明史》及《太学志》《弇山堂别集》《罪惟录》、安徽地方志也无其乡试获第一的记载。且《罪惟录》载其“贡洪武甲子，入太学，是岁领乡荐第二”。仅焦竑《玉堂丛语》有“状元曾登解元者十一人：黄观、吴伯宗、林环、萧时中、陈循、商辂、柯潜、彭教、谢迁、李旻、杨维聪”。且按《太学志》《南壅志》《罪惟录》，黄观在洪武“甲子年”即洪武十七年中举，而据《明史》：“齐泰，溧水人。初名德。洪武十七年，举应天乡试第一”，洪武十七年应天府乡试解元当为齐德（即后来的齐泰），而非黄观。